# متلازمة التخمر الذاتي
متلازمة التخمر الذاتي (بالإنجليزية: Auto-brewery syndrome)‏ أو متلازمة تخمر القناة الهضمية الذاتي (بالإنجليزية: Gut fermentation syndrome)‏ هي حالة طبية نادرة يتم فيها إنتاج كميات سامة من الإيثانول عن طَريق التخمر الداخلي في الجهاز الهضمي، وقد تم تحديد فطريات الخميرة كأحد أنواع الخمائر المُسببة للمرض. أظهرت دراساتٌ حديثة أنَّ بكتيريا الكليبسيلا الرئوية قادرةٌ على تخمير الكربوهيدرات إلى كحول في الأمعاء، والتي قد تُسرع حدوث مرض الكبد الدهني اللاكحولي.
قد تحدث هذه المتلازمة في مرضى متلازمة الأمعاء القصيرة، وذلك بعد التدخل الجراحي، حيثُ يحصل تخمر في الكربوهيدرات غير المُمتصة جيدًا.
تم استخدام هذه المتلازمة كوسيلة للدفاع ضد بعض التهم الموجهة بخصوص القيادة في حالة السُكر. إحدى الحالات المصابة بهذه المتلازمة بقيت غير ظاهرة لمُدة 20 عامًا. من المحتمل أن تكون هذه المتلازمة أحد أسباب متلازمة موت الرضع الفجائي.
تحدث المُتلازمة لدى الأشخاص الذين يعانون من اضطرابات في الكبد، حيثُ تؤدي الاضطرابات إلى منع إخراج أو تكسير الكحول بشكل طبيعي، ومن الممكن أن يطُور المرضى أعراض هذه المتلازمة حتى في حال وجود خميرة القناة الهضمية التي تنتج كميات من الكحول تُعتبر قليلة جداً كي تسبب حالة السُكر.

## الأعراض
قد تؤدي هذه المُتلازمة إلى تأثيرات عميقة على سَير الحياة اليومية، حيثُ تحدث مجموعة من الأعراض الجانبية بشكل متُكرر مِثل: التجشؤ وَالدوخة وَجفاف الحلق وَخُمار، وقد تؤدي أيضاً إلى متلازمة القولون المتهيج وَمتلازمة التعب المزمن التي تؤدي إلى مشاكل صحية أُخرى مِثل اضطراب اكتئابي وَقلق وَقلة الإنتاجية في العَمل. الحالة العشوائية لحدوث التسمم الكحولي تؤدي إلى صعوبات شخصية، وحالة الغموض الجزئي التي تخص هذه المتلازمة تؤدي إلى صعوبة في إنتاج علاج لها.

## التاريخ
وُصفت المُتلازمة للمرة الأولى في عام 1976 من قِبل فريق ياباني.
في عام 2013 في مقاطعة بانولا في تكساس تم نقل رجل يَبلغ من العمر 61 عاماً إلى المستشفى بسبب الإغماء عليه من غير سبب، وعند إجراء الفحوصات الطِبية وجدَ تركيز الكحول في الدم لديه أعلى من المُعدل بخمسة مرات، وذلك بالرغم أنَّ الرجل لم يَشرب مشروبات كحولية، وقد تم تشخيص هذا الرجل بمتلازمة التخمر الذاتي.